# Кнау
Кнау (њем. Knau) општина је у њемачкој савезној држави Тирингија. Једно је од 76 општинских средишта округа Зале-Орла. Према процјени из 2010. у општини је живјело 689 становника. Посједује регионалну шифру (AGS) 16075049.

## Географски и демографски подаци
Кнау се налази у савезној држави Тирингија у округу Зале-Орла. Општина се налази на надморској висини од 450 метара. Површина општине износи 12,7 km². У самом мјесту је, према процјени из 2010. године, живјело 689 становника. Просјечна густина становништва износи 54 становника/km².